# Circuito Legión Sudamericana
El Circuito Legión Sudamericana, denominado en 2021 por razones de patrocinio Circuito Dove Men+Care Legión Sudamericana es un conjunto de torneos de tenis profesional desarrollados en Sudamérica bajo la creación y dirección del extenista argentino Horacio "El Pulga" de la Peña. Su primera edición desarrollada en 2021 constó de 12 torneos del ATP Challenger Tour y 24 torneos del ITF World Tennis Tour.
Inicialmente iban a servir como previa a Roland Garros, pero por la situación sanitaria la gira fue suspendida luego de realizarse torneos ITF en Córdoba, Argentina.
En septiembre fue reanudada la gira con los Challengers en Ecuador.

## Resultados desde el inicio en 2021

### Torneos Femeninos

#### 2022
| Semana del  | N.° | Torneo   | Categoría | Ganadora     | Finalista      | Resultado |
| ----------- | --- | -------- | --------- | ------------ | -------------- | --------- |
| 21 de marzo | 1   | Medellín | ITF W25   | Suzan Lamens | Ylena In-Albon | 6–4, 6–2  |

### Torneos Masculinos

#### 2022
| Semana del  | N.° | Torneo            | Categoría     | Ganador                    | Finalista                  | Resultado           |
| ----------- | --- | ----------------- | ------------- | -------------------------- | -------------------------- | ------------------- |
| 3 de enero  | 1   | Tigre             | Challenger 50 | Santiago Rodríguez Taverna | Facundo Díaz Acosta        | 6–4, 6–2            |
| 10 de enero | 2   | Blumenau          | Challenger 50 | Igor Marcondes             | Juan Bautista Torres       | 3–6, 7–5, 6–1       |
| 17 de enero | 3   | Concepción        | Challenger 80 | Daniel Elahi Galán         | Santiago Rodríguez Taverna | 6–1, 3–6, 6–3       |
| 24 de enero | 4   | Santa Cruz        | Challenger 80 | Francisco Cerúndolo        | Camilo Ugo Carabelli       | 6–4, 6–3            |
| 21 de marzo | 5   | Santa Cruz 2      | Challenger 80 | Paul Jubb                  | Juan Pablo Varillas        | 6–3, 7–5            |
| 21 de marzo | 6   | Medellín          | ITF M25       | Benjamin Lock              | Oliver Crawford            | 7–6(3), 4–6, 7–6(5) |
| 28 de marzo | 7   | Pereira           | Challenger 80 | Facundo Bagnis             | Facundo Mena               | 6–3, 6–0            |
| 25 de abril | 8   | Tigre 2           | Challenger 80 | Camilo Ugo Carabelli       | Andrea Collarini           | 7–5, 6–2            |
| 2 de mayo   | 9   | Salvador de Bahía | Challenger 80 | João Domingues             | Tomás Barrios              | 7–6(9), 6–1         |
| 9 de mayo   | 10  | Coquimbo          | Challenger 80 | Facundo Díaz Acosta        | Pedro Boscardin Dias       | 7-5, 7-6(4)         |
| 13 de junio | 11  | Corrientes        | Challenger 50 |                            |                            |                     |
| 20 de junio | 12  | Villa Allende     | Challenger 50 |                            |                            |                     |